# Rouget à longs barbillons
Parupeneus macronemus
Espèce
Le Rouget à longs barbillons, Rouget-barbet bandeau ou, comme d'autres espèces de rougets, Rouget de roche, (Parupeneus macronemus) est une espèce de poissons perciformes de la famille des Mullidae.

## Distribution
Mer Rouge, océan Indien et ouest de l’océan Pacifique.
Le Sultanat d'Oman lui a dédié un timbre, émis en 1999.